# Southern Science Record
Southern Science Record (abreviado S. Sci. Rec.) fue una revista con ilustraciones y descripciones botánicas que fue publicada en Melbourne desde 1880 hasta 1886, publicándose 3 números desde 1880 a 1883 y una nueva serie con dos números en los años  1885-86.